# スニーカー・ピンプス
スニーカー・ピンプス（Sneaker Pimps）は、イギリスのトリップ・ホップ・バンド。1996年にリリースしたファースト・アルバム『ビカミングX』で知られ、特に収録曲「6 Underground」「Spin Spin Sugar」「Tesko Suicide」が有名。2005年に解散。2015年に再結成。

## ディスコグラフィ

### スタジオ・アルバム
- 『ビカミングX』 - Becoming X (1996年)
- 『スプリンター』 - Splinter (1999年)
- 『ブラッドスポート』 - Bloodsport (2002年)

### コンピレーション・アルバム
- Becoming Remixed (1998年) ※リミックス
- The Complete Sneaker Pimps CD Singles Box Set (2008年)

### EP
- Low Five (digital remix EP) (2005年)
- Loretta Young Silks (digital remix EP) (2005年)

### シングル
- 「テスコ・スーサイド」 - "Tesko Suicide" (1996年)
- "Roll On" (1996年)
- "6 Underground" (1996年)
- "Spin Spin Sugar" (1997年)
- "6 Underground" (1997年) ※再発
- "Spin Spin Sugar (remixes)" (1997年)
- "Post Modern Sleaze" (1997年)
- "Low Five" (1997年)
- "Ten to Twenty" (1997年)
- "Sick" (2002年)
- "Bloodsport" (2002年)
- "Loretta Young Silks" (2002年)